# ویرسدورف
ویرسدورف (به آلمانی: Wiersdorf) یک شهر در آلمان است که در بیتبورگ-پروم واقع شده‌است.